# Sanjo (música)
Significa literalmente melodías dispersas, y es un estilo de música tradicional coreana, caracterizado por implicar un solo instrumental acompañado por el janggu (un tambor de reloj) en la percusión.
El arte del sanjo supone la cristalización del ritmo y la melodía tradicional coreana los cuales han podido ser transmitidos de generación en generación. El percusionista que golpea el janggu también hace chuimsae (exclamaciones) con el fin de agradar a la audiencia.
- Datos: Q6120136